# Rhadinella kinkelini
Rhadinella kinkelini là một loài rắn trong họ Rắn nước. Loài này được Boettger mô tả khoa học đầu tiên năm 1898.